# Järnvägsanställdas Helnykterhetsförbund
Järnvägsanställdas Helnykterhetsförbund (JHF) var en nykterhetsorganisation för järnvägsanställda som bildades 1901 i Södertälje. Organisationen fick statsbidrag via SJ. JHF lades ned i början av 2000-talet.
Förbundet drev flera semesterhem och mellan 1934 och 1985 gav förbundet ut JHF:s tidning, som 1986 bytte namn till Linjen.